# Edat de plata de la literatura russa

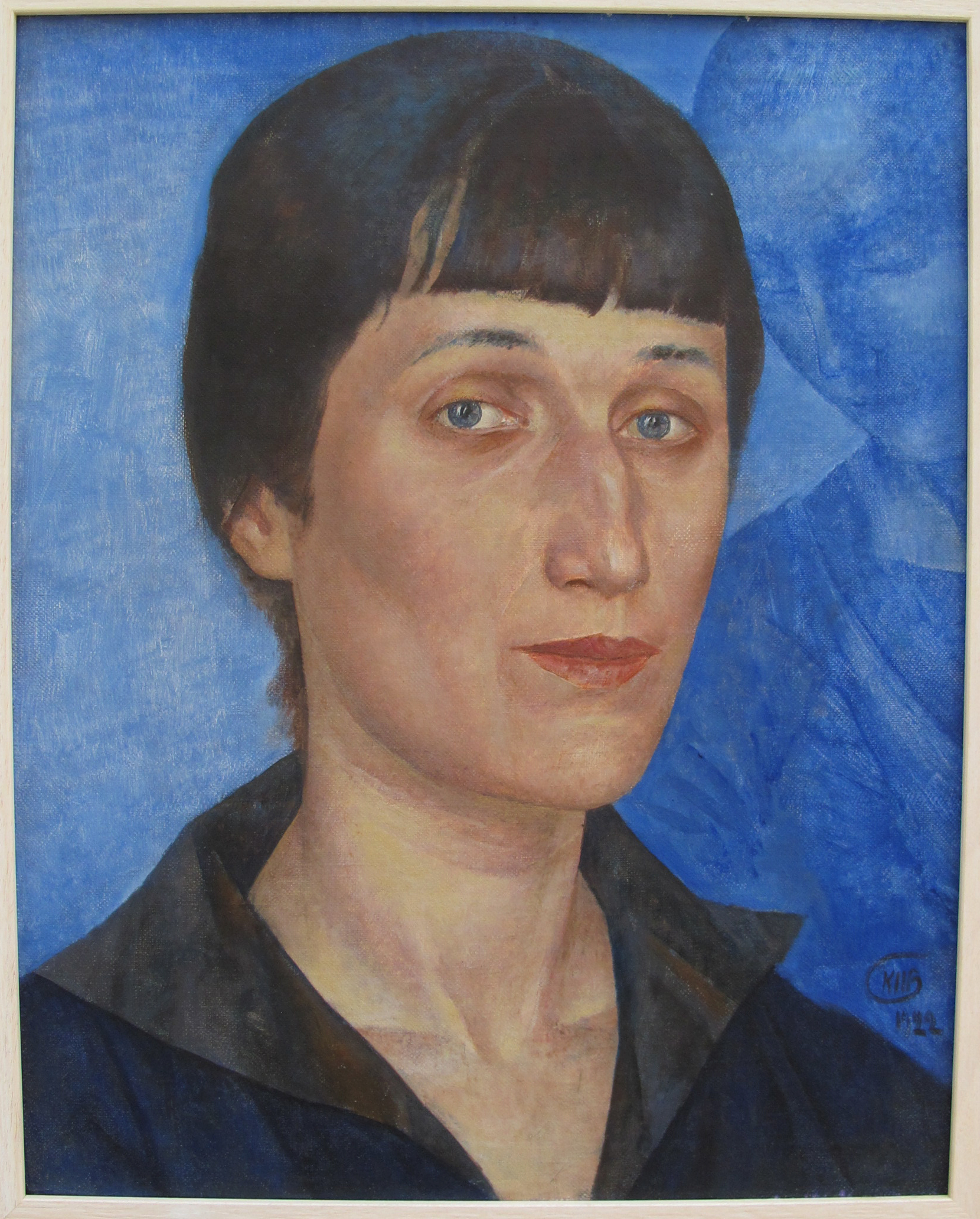
La poetessa Anna Akhmàtova.

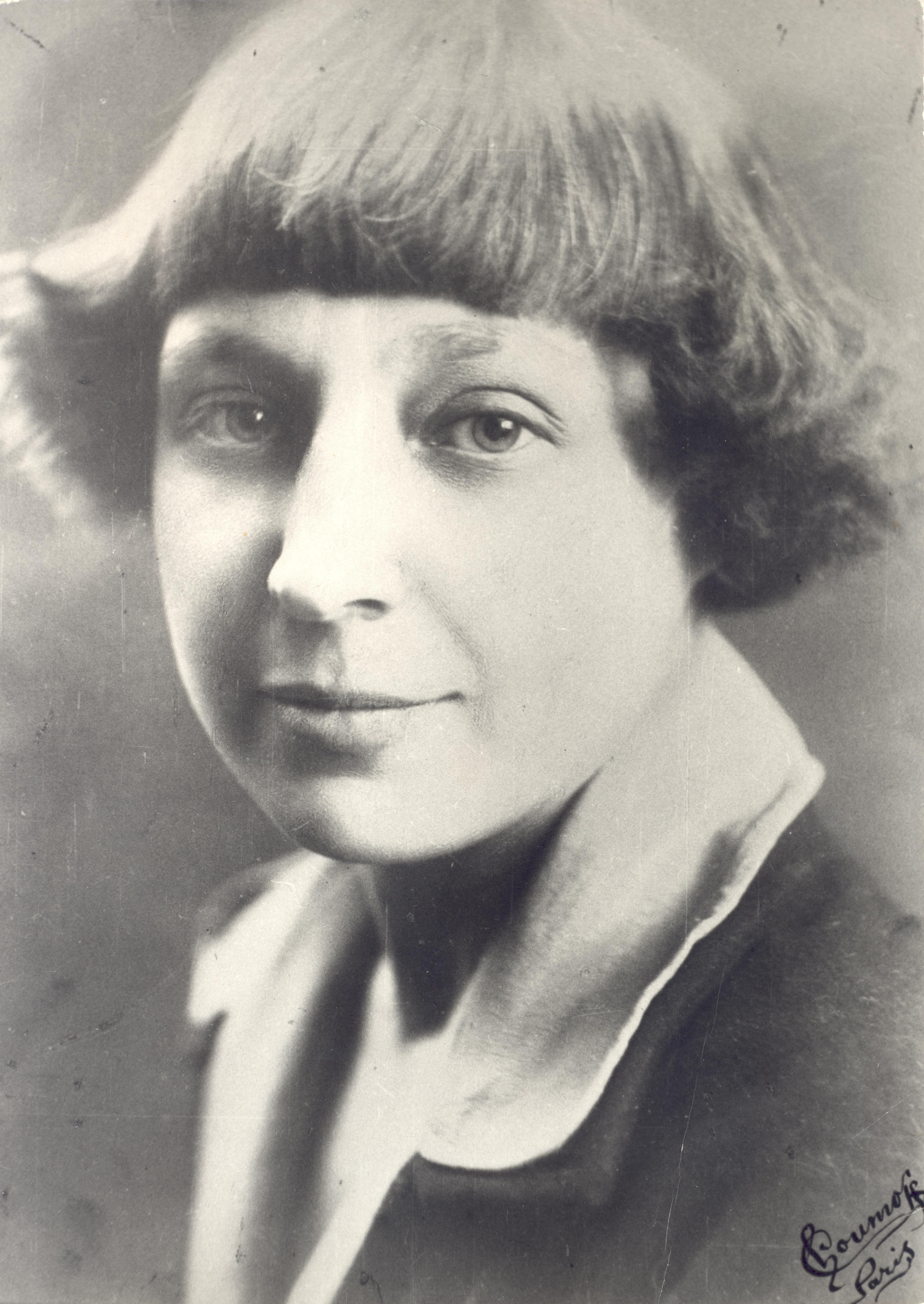
Retrat de Marina Tsvetàieva.

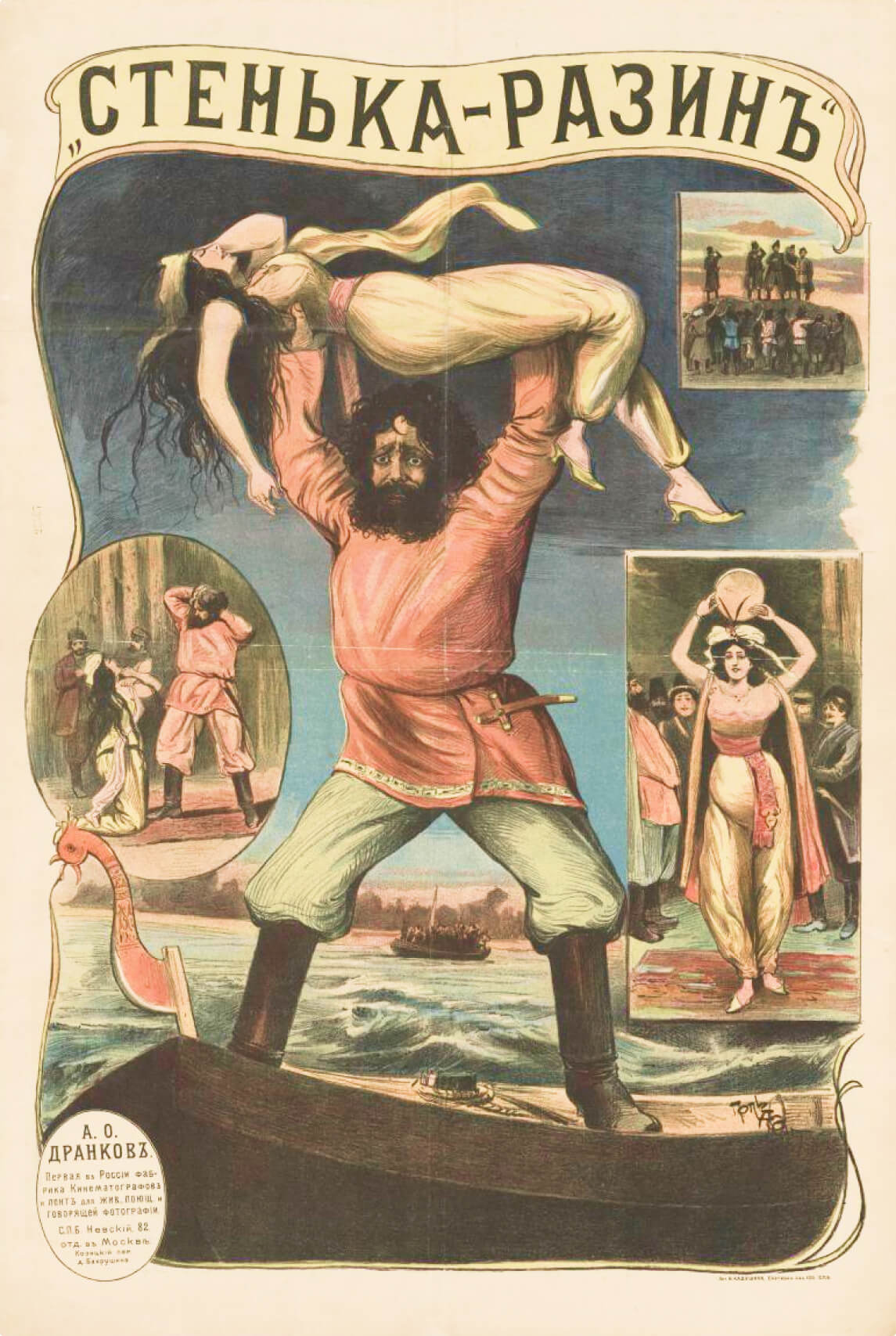
El cartell original de Stenka Razin, primera pel·lícula russa, 1908

L'anomenada Edat de Plata de la literatura russa (rus: Серебряный век; Serebrianii vek) abasta tradicionalment les dues primeres dècades del segle xx, de vegades incloent-hi el final del segle xix. Habitualment se l'anomena senzillament Edat de Plata de la poesia russa per haver estat particularment prolífica en aquest camp. El seu nom reflecteix l'edat d'or del segle anterior. El terme apareix per primer cop en l'obra de Nikolai Berdiàiev i és emprada per la poetessa Anna Akhmàtova en el seu Poema sense Heroi, on es contrasten les dues èpoques, però només va començar a ser popular en la historiografia i filologia a partir de la dècada de 1960. En el món occidental es fan servir més sovint termes com Fin de siècle o Belle Époque per referir-se a l'ambient de l'època. Es caracteritza justament l'Edat de Plata com una barreja d'estils i influències que van de Baudelaire i el nietzschianisme fins al neokantisme, del misticisme a l'erotisme i del marxisme a idees reaccionàries.

## Inicis
Es considera habitualment que l'època comença amb la publicació de l'obra Versos a la Bella Dama d'Aleksandr Blok, si bé alguns crítics situen el seu inici a la darrera dècada del segle xix, amb el manifest de Nikolai Minski "Amb la llum de la consciència (1890), el tractat de Dmitri Merejkovski "Sobre les raons del declivi de la literatura russa actual" (1893) i l'almanac de Valeri Briússov "Els simbolistes russos" (1894). L'obra poètica de Konstantín Balmont, Valeri Briússov, Innokenti Ànnenski i d'altres és representativa d'una renaixença de la literatura del país.

## El període pròpiament dit
El començament del segle xx va estar marcat per grans tumults culturals, tècnics i socials. Com era el cas a Occident, amb la crisi de la mimesi i el realisme, ja no es considerava que una representació realista fos satisfactòria, i la seva relació dialèctica amb els clàssics russos del segle xix, així com amb les tensions de l'època va engendrar un bon nombre de moviments literaris.
Si bé normalment es parla d'una època dominada pels moviments artístics del simbolisme, l'acmeisme i el futurisme rus, existien paral·lelament d'altres escoles poètiques, com la de l'anarquisme místic o l'imaginisme, com també un corrent satíric. En ella hi conviuen corrents més classicistes, representades en el primer acmeisme, amb la teoria poètica de finals el segle xix importada sobretot de França, i tendències fortament avantguardisme, freqüentment sobreimposades. Al mateix temps, d'altres poetes com Ivan Bunin o Marina Tsvetàieva refusaven de sotmetre's a catalogació. Aleksander Blok fou el poeta que liderà l'època, i va ser respectat per totes les escoles. Les carreres poètiques d'Anna Akhmàtova, Borís Pasternak i Óssip Mandelxtam van començar en aquesta època. Les novel·les d'Andrei Beli també pertanyen al període.

### L'acmeisme
Al contrari del simbolisme, l'acmeisme es va obstinar a reemplaçar l'ocultisme, la polisèmia i ambigüitat complicada i el misticisme d'aquell amb la claredat en el llenguatge d'allò que es descrivia, i va prendre una via classicista, o fins i tot "neoclàssica", també coneguda sota noms com "adamisme" o "clarisme". Per tant, en nom de la concreció, s'oposà al simbolisme. El nom es deriva del grec acme que significa cim, apogeu o zenit, atès que era justament això al que aspiraven els integrants del grup. Les seves principals revistes de difusió eren Apollon i l'anomenat Gremi de Poetes. Akhmàtova, Mandelxtam, Kuzmín i Gumíliov varen gravitar al voltant d'aquesta línia.

## Declivi
Es considera que l'època conclou amb el final de la Guerra Civil Russa. La mort de Blok i l'execució de Nikolai Gumilev, marit d'Akhmàtova, l'any 1921, van ser molt simbòlics d'un canvi d'era, així com ho fou la publicació d'una obra radicalment diferent com La meva germana és la vida (1922) de Pasternak. L'activitat poètica durant els inicis de la Unió Soviètica estava lligada estretament amb l'acció política, i tant hàbits com institucions van canviar, sovint posant barreres de censura o prohibició en l'obra d'aquests autors. Deixant de banda la supervivent Anna Akhmàtova, que va seguir cultivant la seva pròpia poesia malgrat els greus problemes que li va comportar, sobretot més tard sota Stalin, els darrers integrants d'aquesta generació que publicaren independentment de la línia artística del Partit són Sofia Parnok i Mikhaïl Kuzmín. L'obra distòpica de Ievgueni Zamiatin titulada Nosaltres és una obra avantguardista en forma de diari que planteja una societat futura d'on s'ha bandejat tot allò aliè a la racionalitat extrema, clarament des de la perspectiva pessimista d'un emigrat interior.

## Influència i recepció posterior
Els emigrats russos a l'estranger que havien viscut el període veieren molt sovint amb nostàlgia aquesta època i la revisitaren, com es pot veure en l'obra de Georgui Ivànov (instal·lat a París), i Vladislav Khodassévitx (que la revisqué en la seva obra a Berlín). El fetitxisme de l'edat de plata ha sobreviscut el segle xx, i els manuscrits originals d'alguns d'aquests autors han tingut força circulació a preus altíssims a les subhastes de ciutats com Nova York, així com la correspondència d'alguns d'ells o fins i tot l'obra literària d'un oncle bisexual del tsar Nicolau II de Rússia.

## Formalisme rus
Els darrers anys de l'edat de plata coincideixen amb l'aparició de l'aparell crític i de pensament del formalisme rus, aplicat a la literatura com a la lingüística, i el desenvolupament de la semiòtica.

## Altres arts

### Cinema
El 1896 van ser projectades les primeres pel·lícules (dels Germans Lumière) a Rússia, a Moscou i a Sant Petersburg. El mateix any, el maig, la primera pel·lícula rodada (pels enviats dels Lumière) és un documental que tracta de la coronació de Nicolau II de Rússia al Kremlin. S'obren nombroses sales de cinema, on es poden veure petites pel·lícules, actualitats, pel·lícules d'aficionats o farses. El 1908 és la data del primer curtmetratge rus: Stenka Razin de Vladímir Romàixkov, pel·lícula consagrada al cosac ben conegut dels russos, que immediatament té molt d'èxit. El cinema coneix un boom econòmic, són produïdes moltes pel·lícules, i com en altres països, els intel·lectuals es divideixen. Heus aquí el que en deia Tolstoi el 1908: «Veurà com aquesta petita màquina que roda fent clic-clac revolucionarà la nostra vida».
El 1910, Vladislav Starévitx realitza la primera pel·lícula d'animació russa: Lucanus Cervus, rodada amb insectes naturalitzats. És el començament d'una llarga tradició extremadament rica que s'escamparà a tots els països d'Europa de l'Est.
Dels títols produïts abans de la revolució de 1917, destaca Anna Karènina de Vladímir Gardin (1914), La dama de piques de Iàkov Protazànov (1916), El pare Serguei, també de Protazànov (1917), La vida en la mort (1914) i El toc d'alarma (1917) de Ievgueni Bauer.
D'aquest període, només el 10% de les obres han sobreviscut, ja que les «còpies nitrades» s'han fet malbé i a més, les productores les tenien en mediocre estima i no han estat conservades.

### Ballets russos
Els Ballets Russos (en francès: Ballets Russes) va ser una cèlebre companyia de ballet creada l'any 1907 per l'empresari rus Serguei Diàguilev, amb els millors integrants del Ballet Imperial del Teatre Mariïnski de Sant Petersburg, dirigits pel gran coreògraf Màrius Petipà. Des de 1909, la companyia va començar les seues gires internacionals i el 1911 s'independitzà dels Ballets Imperials. Va esdevenir una companyia independent, resident primer en el Théâtre Mogador de París, i després a Montecarlo, París i Londres.
Va causar sensació a l'Europa occidental gràcies a la gran vitalitat de l'escola russa comparada amb el ballet que es feia a França en aquella època. Va esdevenir la companyia de ballet més influent del segle xx, i la seua influència, d'una manera o d'una altra, perdura fins avui dia, havent-se conservat més endavant el seu esperit en els Ballets del Marquès de Cuevas.

### Constructivisme
El constructivisme va ser un moviment artístic i arquitectònic que va sorgir a Rússia el 1914 i es va fer especialment present després de la Revolució d'Octubre de 1917. No pretenia ser un estil artístic sinó l'expressió d'una convicció política (el marxisme). Defensava un art al servei de la revolució i del poble. Reivindicava l'eliminació de la distinció entre les arts i buscava una estètica que fos el reflex de l'època de la mecanització. La pintura i l'escultura esdevenen una mateixa construcció i no una representació, fent servir els materials i els procediments propis de l'arquitectura. Accepta tota mena de nous materials i tècniques industrials. Emfasitza la relació amb el formalisme lingüístic i literari.
És un terme d'ús freqüent avui a l'art modern, i es fa servir per separar l'art "pur" de l'art fet servir com a instrument per a propòsits socials. El terme Construction Art (art de construcció) va ser utilitzat per primera vegada en forma despectiva per Kasimir Malèvitx per descriure el treball d'Aleksandr Rodtxenko el 1917.